# Mary Honeyball
Mary Hilda Rosamund Honeyball (født 12. november 1952) er siden 2000 britisk medlem af Europa-Parlamentet, valgt for Labour Party (indgår i parlamentsgruppen S&D). Hun studerede ved Somerville College i Oxford.